# Midälva
Midälva är en stadsdel i Sundsvall, vid Midälvaplan mellan Nacksta och Sallyhill.
Kvarteret Lien söder om Midälvaplan byggdes 1950-1951 av Stiftelsen Midälvagårdar
Kvarteret Lägdans flerbostadshus, ovanför Nacksta kyrka, stod klara 1970 och omfattar 225 lägenheter.